# Allerdale
Allerdale è stato un distretto non metropolitano con status di borough della Cumbria, in Inghilterra nel Regno Unito, con capoluogo a Workington.
Il distretto fu creato con il Local Government Act 1972, il 1º aprile 1974 dalla fusione del borough di Workington con i distretti urbani di Maryport, Cockermouth e Keswick, con il distretto rurale di Cockermouth e con il distretto rurale di Wigton.
Nel luglio 2021 il Ministero per l'Abitazione, le Comunità ed il Governo Locale annunciò che nell'aprile 2023 la Cumbria sarebbe stata riorganizzata in due autorità unitarie. Il 1º aprile 2023 venne pertanto abolito il consiglio del borgo di Copeland e le sue funzioni vennero trasferite alla nuova autorità unitaria del Cumberland, che comprende anche gli ex distretti di Copeland e della Città di Carlisle.

## Parrocchie civili
- Above Derwent
- Aikton
- Allhallows
- Allonby
- Aspatria (città)
- Bassenthwaite
- Bewaldeth and Snittlegarth
- Blennerhasset and Torpenhow
- Blindbothel
- Blindcrake
- Boltons
- Borrowdale
- Bothel and Threapland
- Bowness-on-Solway
- Bridekirk
- Brigham
- Bromfield
- Broughton
- Broughton Moor
- Buttermere
- Caldbeck
- Camerton
- Cockermouth (città)
- Crosscanonby
- Dean
- Dearham
- Dundraw
- Embleton and District (consiglio delle parrocchie di Embleton, Setmurthy e Wythop)
- Gilcrux
- Great Clifton
- Greysouthen
- Hayton and Mealo
- Holme Abbey
- Holme East Waver
- Holme Low
- Holme St Cuthbert
- Ireby
- Keswick (città)
- Kirkbampton
- Kirkbride
- Little Clifton
- Lorton
- Loweswater
- Maryport (città)
- Oughterside and Allerby
- Papcastle
- Plumbland
- Seaton
- Sebergham
- Setmurthy
- Silloth-on-Solway (città)
- St John's Castlerigg
- Thursby
- Underskiddaw
- Waverton
- Westnewton
- Westward
- Wigton (città)
- Winscales
- Woodside
- Workington (città)
- Wythop